# Phillips, Wisconsin
Phillips là một thành phố thuộc quận Price, tiểu bang Wisconsin, Hoa Kỳ. Năm 2000, dân số của thành phố này là 1675 người.